# Silverhope Creek
Der Silverhope Creek ist ein 40 km langer linker Nebenfluss des Fraser River im Süden der kanadischen Provinz British Columbia.

## Flusslauf
Der Silverhope Creek hat sein Quellgebiet in der Nördlichen Kaskadenkette. Sein Ursprung befindet sich auf einer Höhe von 1350 m zwischen den Bergen Silverhead Peak (1837 m) im Westen und Klesilkwa Mountain (2075 m) in Osten. Der Silverhope Creek fließt in überwiegend nördlicher Richtung durch das Gebirge. Nach 10 km erreicht er die Silver Skagit Road, die den restlichen Flusslauf entlang dem Fluss führt. Weiter östlich befindet sich das Quellgebiet des Klesilkwa River, der nach Osten zum Skagit River fließt. Nach weiteren 20 Kilometern erreicht der Silverhope Creek den im Silver Lake Provincial Park gelegenen Silver Lake. Er durchfließt den 1,3 km langen See und fließt noch weitere 9 km bis zu seiner Mündung in den Fraser River, westlich der Kleinstadt Hope. An der Mündung liegt Silver Creek, ein Ortsteil von Hope. Der British Columbia Highway 3 (Crowsnest Highway) überquert den Fluss etwa einen Kilometer oberhalb der Mündung.

## Hydrologie
Der Silverhope Creek entwässert ein Areal von 350 km². Der mittlere Abfluss an der Mündung beträgt 15 m³/s. Mai und Juni sind die abflussstärksten Monate mit im Mittel 29,5 bzw. 33,6 m³/s.

## Fischfauna
Im Flusssystem des Silverhope Creek gibt es Steelhead-, Dolly-Varden- und Regenbogenforellen.